# جلال الدین محمود خوارزمی
خواجه جلال الدین محمود خوارزمی بوروکرات و فرماندهی بود که در اوایل قرن پانزدهم تحت امپراتوری تیموریان خدمت می کرد. او در اوایل کار خود به خدمت شاهزادگان تیموری پیر محمد و اسکندر در شهر شیراز بود. وی بعدها به همراه اسکندر به شهر اصفهان رفت و در دو لشکرکشی به عنوان یکی از فرماندهان پیشرو در سال 1409 هجری قمری به انجام وظیفه پرداخت. محمود بعداً به شیراز بازگشت و زیر نظر ابراهیم سلطان خدمت کرد. 